# Шеель, Генрих
Генрих Шеель (нем. Heinrich Scheel; 11 декабря 1915 года, Кройцберг — 7 января 1996 года, Берлин) — немецкий историк, вице-президент Академии наук ГДР, антифашист, член движения Сопротивления во время Второй мировой войны, член организации «Красная капелла».

## Биография
Родители Генриха Шееля придерживались социал-демократических взглядов. В 1929—1934 годах обучался в школе на острове Шарфенберг. После прихода национал-социалистов к власти Шеель ещё школьником вместе с одноклассниками Гансом Коппи и Гансом Лаутеншлегером собрал антифашистский кружок. Учился в Университете Фридриха Вильгельма, откуда был призван в вермахт.
В 1941 году проходил службу в климатическом отделении люфтваффе в Темпельхофе, а затем в Рангсдорфе. С осени 1939 года находился в контакте с группой Харро Шульце-Бойзена.
16 сентября 1942 года был арестован гестапо в Берлине. Из тюрьмы его отправили в концентрационный лагерь в Ашендорфе. В середине июля 1944 года был направлен в штрафной батальон, в конце 1944 года оказался в американском плену.
По возвращении из плена работал учителем, в 1947—1949 годах занимал должность директором школы. В начале 1949 года вышел из Социалистической единой партии Германии. В статусе аспиранта вернулся в Берлинский университет имени Гумбольдта, где позднее преподавал историю Германии. Занимался исследованием истории немецкого якобинского движения и историей Майнцской республики. В течение многих лет был вице президентом Академии наук ГДР. В 1980—1990 годах он был президентом Общества историков ГДР.

### Сочинения
- Die revolutionär-demokratischen Volksbewegungen in Südwestdeutschland von 1795 bis 1801. Berlin, Humboldt-Universität, Phil. Fakultät, Dissertation vom 21. März 1956. («Революционно-демократические общественные движения на юго-западе Германии с 1795 по 1801 год», диссертация)
- Süddeutsche Jakobiner : Klassenkämpfe und republikanische Bestrebungen im deutschen Süden Ende des 18. Jahrhunderts. Akademie-Verlag, Berlin 1962
- Jakobinische Flugschriften aus dem deutschen Süden Ende des 18. Jahrhunderts. Akademie-Verlag, Berlin 1965
- Deutscher Jakobinismus und Deutsche Nation : Ein Beitrag zur nationalen Frage im Zeitalter der Grossen Französischen Revolution. Akademie-Verlag, Berlin 1966 («Германское якобинство и немецкий народ: вклад в национальный вопрос в эпоху Великой французской революции»).
- Biographisches Lexikon zur deutschen Geschichte: Von den Anfängen bis 1917. Deutscher Verlag der Wissenschaften, Berlin 1967 (mit Karl Obermann) («Биографический словарь немецкой истории: от истоков до 1917 года»).
- Schulfarm Insel Scharfenberg. Volk u. Wissen, Berlin 1990, ISBN 3-06-204136-6 («Школа острова Шарфенберг»).
- Vor den Schranken des Reichskriegsgerichts : Mein Weg in den Widerstand. Edition q, Berlin 1993, ISBN 3-86124-147-1
- Vom Leiter der Berliner Schulfarm Scharfenberg zum Historiker des deutschen Jakobinismus (1946—1956). Autobiographische Aufzeichnungen. Becker, Velten 1996, ISBN 3-89597-313-0